# Erinn Smart
Erinn L. Smart (ur. 12 stycznia 1980 w Brooklynie) – amerykańska florecistka, wicemistrzyni olimpijska i brązowa medalistka mistrzostw świata.
Na igrzyskach olimpijskich w Atenach w 2004 roku zajęła siedemnaste miejsce w rywalizacji indywidualnej. Na rozgrywanych cztery lata później igrzyskach olimpijskich w Pekinie wspólnie z Emily Cross i Hanną Thompson wywalczyła srebrny medal w zawodach drużynowych (w finale przegrały z Rosjankami 11:28). Na tej samej imprezie zajęła 26. miejsce indywidualnie, odpadając w 1/16 finału.
Podczas mistrzostw świata w Nîmes w 2001 roku razem z Ann Marsh, Iris Zimmermann i Felicią Zimmermann wywalczyła brązowy medal w zawodach drużynowych. Dwa lata później zdobyła brązowy medal we florecie indywidualnym i srebrny w szpadzie drużynowej podczas igrzysk panamerykańskich w Santo Domingo.
Kilkukrotnie zdobywała medale mistrzostw panamerykańskich, w tym złote drużynowo na MP w Montrealu (2007) i podczas MP w Queretaro (2008).
Jej brat, Keeth Smart, także uprawiał szermierkę.